# 托德·羅傑斯
托德·羅傑斯 （英語：Todd Rogers，1964年12月1日—） 美國電子遊戲玩家，在1980年代，他聲稱自己於諸多電子遊戲創下高分紀錄，而且是第一位職業電子遊戲玩家。在1986年，他受邀成為美國國家電子遊戲隊的一員。但是多年之後，他的紀錄受到質疑，被認為是不可能或無法驗證的。在2018年1月，雙子星系刪除了他在排行榜上的紀錄並將他永久封禁，金氏世界紀錄在次日刪除了他的紀錄。

## 爭議
托德·羅傑斯的部分紀錄因為幾乎難以達成或缺乏可靠證據而受到質疑，以2018年1月以前被列於雙子星系上的紀錄，動視在1980年推出的賽車遊戲《改裝賽車》為例，托德·羅傑斯在1982年創下了5.51秒的紀錄，這個紀錄因此在2012年被金氏世界紀錄認證為「保持最長時間的電子遊戲紀錄」。這項紀錄的根據是羅傑斯在1982年寄給動視的一張拍立得照片，但時至今日，這張照片已不復存在，也沒有備份。這項紀錄受到一位競速紀錄玩家Eric "Omnigamer" Koziel質疑，他透過解析遊戲原始碼得出最快紀錄只可能是5.57秒，而動視認為最快紀錄會是5.54秒。
在2018年之前，羅傑斯的其他紀錄也受到各種質疑，有一些YouTuber分析了他的紀錄，認為事有蹊蹺，便開始進行更嚴格的檢查。爭議發生後，雙子星系的裁判以沒有可靠的影片證據為由，刪除了羅傑斯在《大金剛》排行榜上的紀錄。其他有爭議的紀錄包括《Wabbit》（羅傑斯的紀錄是1698分，而其他玩家的最高紀錄是1300分，而且分數都是5的倍數）、《Fathom》（其他玩家表示羅傑斯的紀錄至少要耗費325個小時才能達到）、《蜈蚣》（羅傑斯的紀錄是6500萬分，第二名的成績是58078分）。
再引發了諸多爭議後，雙子星系在2018年1月29日刪除羅傑斯於該網站上所有的分數紀錄，並禁止他登入該網站，並將其決定告知金氏世界紀錄，翌日，金氏世界紀錄撤回了對羅傑斯的紀錄的認證。